# Азнакаева, Раиля Шарафеевна
Раиля Шарафеевна Азнакаева (род. 18 октября 1952, Кувандык, Чкаловская область) — певица, народная артистка Республики Башкортостан (1992).

## Биография
Азнакаева Раиля Шарафеевна родилась 18 октября 1952 года в г. Кувандык Оренбургской области.
В 1982 году окончила Уфимский государственный институт искусств (класс Р. Г. Галимуллиной).
С 1983 по 2007 год работала в Башкирской филармонии. Выступала с гастролями по республике, России, Германии.
С 1997 года преподаёт в Уфимской государственной академии искусств — доцент кафедры вокального искусства.

## Вокальные партии
Вокальные сочинения зарубежных композиторов Дж. Верди, Дж. Россини, И.Штрауса и др.
Вокальные сочинения отечественных композиторов А. А. Алябьев, Х. Ф. Ахметов, А. Е. Варламов, З. Г. Исмагилов, С. В. Рахманинов, С. Г. Садыкова, Р. М. Яхин и др.

## Награды и звания
- народная артистка Республики Башкортостан (1992)